# Kim Jong-hyun (cantante)
Kim Jong-hyun (김종현?, Kim Chonghyŏn?, 金钟弦LR, Gim Jong-hyeonMR; 金鐘鉉; Seul, 8 aprile 1990 – Seul, 18 dicembre 2017) è stato un cantante, ballerino, modello, compositore e conduttore radiofonico sudcoreano.
Cantante principale della boy band Shinee, partecipò anche al gruppo-progetto della sua agenzia S.M. The Ballad. Debuttò come solista il 12 gennaio 2015, con il suo primo EP, intitolato Base. Nello stesso anno, il 17 settembre, pubblicò l'album compilation Story Op.1, mentre il 24 maggio 2016 il suo primo album esteso, intitolato She Is. Il 24 aprile 2017 pubblicò il suo secondo album compilation Story Op.2. Il suo ultimo disco, l'opera postuma Poet Artist, uscì il 23 gennaio 2018, vincendo un Bonsang nella categoria Album ai successivi Golden Disc Award.

## Biografia
Prima del debutto, al liceo suona come bassista di un gruppo e successivamente duetta con la cantante Zhang Liyin nella canzone Wrongly Given Love. Viene scoperto ai casting della SM Entertainment nel 2005, e in seguito lascia la scuola per dedicarsi alla musica. Nel 2008 viene scelto come membro del quintetto degli Shinee, con i quali debutta il 25 maggio 2008 eseguendo la canzone Replay al programma Inkigayo.
Oltre ad essere la voce principale della band, nel 2009 inizia a contribuire alle attività del gruppo come autore, scrivendo il testo del quarto singolo coreano Juliette. Negli anni successivi produce altri testi per gli SHINee, tra cui Obsession, parte di Up & Down, Honesty e Alarm Clock, quest'ultima con l'aiuto dell'altro componente della band Minho. Nel 2010 entra in un complesso chiamato SM The Ballad, che canta canzoni melodiche e ballate. Nel 2011 canta So Goodbye per il drama City Hunter.
Nell'ottobre 2013, debutta come compositore del brano A Gloomy Clock, incluso nel terzo album della cantante IU, Modern Times. Due mesi dopo, esce Red Candle di Son Dam-bi, anch'essa composta e scritta da Kim. Dopo quattro anni di pausa, il 4 febbraio 2014 tornano gli SM the Ballad, con una nuova formazione; soltanto lui rimane del gruppo originale. Partecipa anche ad un duetto con Kim Tae-yeon delle Girls' Generation intitolato Breath, mentre a luglio diventa conduttore radiofonico del programma "Blue Night" della MBC, sostituendo Ahn Jung-yeop dei Brown Eyed Soul. L'avrebbe lasciato il 9 marzo 2017 per concentrarsi sul tour in Giappone e Nord America degli SHINee.
Il 12 gennaio 2015, fa il suo debutto solista con l'EP Base. L'album incontra il consenso della critica e attira l'attenzione per la sua partecipazione al processo di creazione e alle molteplici collaborazioni con artisti al di fuori della S.M. Entertainment, tra cui Younha, Wheesung e Zion.T. Il disco si piazza primo nelle classifiche fisiche Billboard World Album Chart e Gaon Album Chart. Intanto canta She per Minyeo-ui tansaeng.
Nell'agosto 2015, Kim tiene il suo primo concerto solista, The Story by Jonghyun (dodici concerti sold-out che si concludono ad ottobre) e pubblica una raccolta delle sue canzoni registrate al programma radiofonico Blue Night. Il disco, Story Op.1, esce il 17 settembre 2015; in seguito pubblica il libro "Skeleton Flower: Things That Have Been Released and Set Free", nel quale racconta l'esperienza come compositore e le sue fonti di ispirazione. Ad ottobre viene indicato come uno dei cinque migliori cantanti k-pop in un'indagine svolta su quaranta anonimi appartenenti al mondo discografico.
Il 24 maggio 2016, la S.M. Entertainment fa uscire il suo primo album in studio, She Is, che contiene nove tracce, principalmente scritte dall'artista stesso. Il 24 aprile 2017 viene invece pubblicata la seconda raccolta, Story Op.2, e tra maggio e luglio viene organizzata una serie di venti concerti, intitolata The Agit (The Letter). Il 9 e il 10 dicembre 2017, Kim tiene un concerto dal titolo "Inspired" al South Korea Olympic Handball Gymnasium. Nel frattempo si prepara al proprio ritorno solista sulla scena musicale il gennaio successivo, registrando il video musicale per il suo nuovo singolo. Il disco, intitolato Poet Artist, viene pubblicato postumo il 23 gennaio 2018 in formato fisico e il giorno successivo in formato digitale; i profitti vengono consegnati alla madre del cantante e utilizzati per l'istituzione di un'organizzazione che aiuti coloro che vivono in circostanze difficili.
A gennaio 2019, vince il premio Bonsang ai Golden Disc Award per il suo ultimo album.

### Morte

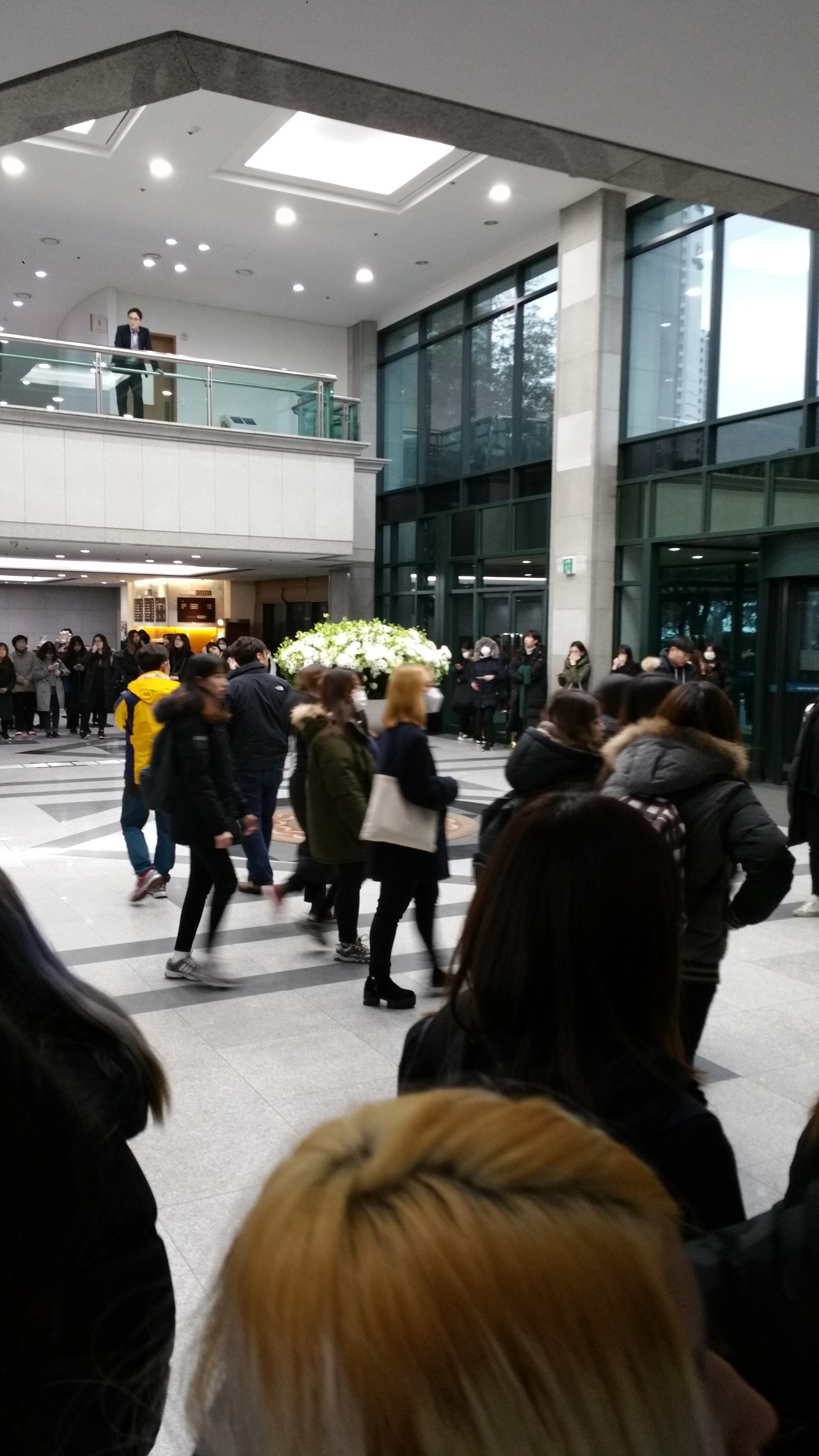
I fan compiangono Kim presso la camera ardente, 20 dicembre 2017.

Il 18 dicembre 2017, Jonghyun affittò un appartamento a Cheongdam-dong, Gangnam, per due giorni e fece il check in alle 12 (ora coreana). Alle 16:42 sua sorella maggiore Kim So-dam effettuò una chiamata d'emergenza al pronto intervento, denunciando che il fratello si stava probabilmente suicidando, avendole inviato vari messaggi di testo su KakaoTalk contenenti la frase "questo è il mio ultimo addio". Secondo quanto riportato, era stato visto per l'ultima volta ad un convenience store vicino all'appartamento.
La polizia e il pronto intervento lo rinvennero privo di sensi sul pavimento dell'appartamento intorno alle 18:10; la stanza era piena di fumo e sul pavimento c'era del vomito. Fu portato immediatamente all'ospedale dell'università Konkuk in arresto cardiaco e gli fu praticata la rianimazione d'emergenza, tuttavia non riprese conoscenza e fu dichiarato morto alle 18:32, all'età di 27 anni. Gli investigatori ritennero che la causa del decesso fosse l'inalazione di vapori tossici o fumo, avendo rinvenuto delle bricchette di carbone bruciate in una padella, tuttavia la famiglia richiese di non procedere con l'autopsia anche se molti fan pensano che fosse il caso di farlo e il caso fu archiviato come possibile suicidio. La camera ardente fu aperta al pubblico presso l'Asan Medical Center a Songpa-gu, Seul, e le esequie vennero celebrate il 21 dicembre alla presenza di familiari e amici intimi. Il feretro fu sepolto in una località segreta.
Vari media collegarono la sua morte alla depressione, avendo ammesso in un'intervista a maggio di fare i conti con "sentimenti deprimenti" da quando era piccolo. In seguito al suo decesso, la cantante e amica Nine9 del gruppo Dear Cloud pubblicò su Instagram l'ultima lettera che le aveva scritto qualche giorno prima del suo concerto del 9 dicembre; il messaggio faceva riferimento ad una depressione "divorante" e diceva "ero spezzato dall'interno".
La sua apparizione nel varietà Bam dokkaebi, che sarebbe dovuta andare in onda il 24 dicembre su JTBC, non fu trasmessa. Delle sue foto e scritte di cordoglio furono incluse nel video della canzone Dear My Family, pubblicato il 29 dicembre 2017, da lui incisa insieme agli altri membri della SM Entertainment.

## Immagine pubblica
Kim Jong-hyun è il primo artista della SM Entertainment ad aver partecipato intensivamente alla scrittura, all'organizzazione e alla composizione di un album. Kim Da-hee del Korea Times lo definì uno dei quattro cantanti che si erano distinti dalla massa di idol creati dall'industria k-pop insieme a G-Dragon, Zico e Jung Jin-young, grazie all'«eccezionale talento nella scrittura di canzoni, nella produzione e nella danza, uniti ad altre abilità che li rendono musicisti di successo». La sua musica viene considerata dotata di uno stile proprio ed unico, e il cantante è stato lodato per aver scritto la maggior parte delle proprie tracce. Insight Korea lo inserì tra i sette membri di gruppi idol che sembravano essere "nati per la musica".
Fu uno dei primi artisti sudcoreani ad esprimersi a favore della comunità LGBTQ+. Uno dei momenti più noti fu quando nel dicembre del 2013, cambiò la sua foto profilo su Twitter ad una lettera di protesta scritta da una studente transessuale e bisessuale. Nella lettera esprimeva le sue opinioni sulla vocalizzazione dei diritti della comunità e si complimentò con lei per aver dato voce ad una comunità in minoranza e di come se ne dovrebbe parlare di più nelle scuole. Il suo modo di pensare gli fece ricevere molti riconoscimenti positivi, però fu anche molto criticato.

## Discografia

### Album in studio
- 2016 – She Is (SM Entertainment, KT Music)
- 2018 – Poet Artist (SM Entertainment, KT Music)

### Raccolte
- 2015 – Story Op.1 (SM Entertainment, KT Music)
- 2017 – Story Op.2 (SM Entertainment, KT Music)

### EP
- 2015 – Base (SM Entertainment, KT Music)

### Singoli
- 2015 – Déjà-Boo (feat. Zion.T)
- 2015 – Crazy Guilty Pleasure (feat. Iron)
- 2015 – End of the Day
- 2016 – Your Voice
- 2016 – She Is
- 2016 – Inspiration
- 2017 – Lonely (feat. Kim Tae-yeon)
- 2018 – Shinin'

### Collaborazioni
- 2008 – Wrongly Given Love (Zhang Liyin feat. Jonghyun)
- 2013 – A Gloomy Clock (IU feat. Jonghyun)
- 2016 – Oh Yeah (Uhm Jung-hwa feat. Jonghyun)

### Colonne sonore
- 2011 – So Goodbye (City Hunter OST)
- 2013 – 1 Out of 100 (Dae-wang-ui kkum OST)
- 2014 – She (Minyeo-ui tansaeng OST)
- 2015 – Named (Who Are You: Hakgyo 2015 OST)
- 2015 – Beautiful Lady (Oh My Venus OST)
- 2015 – Only The Words I Love You (Two Yoo Project - Sugar Man OST)

## Filmografia

### Drama televisivi
- My Precious You (내 사랑 금지옥엽) - serie TV, episodi 9-10 (2008)

### Film
- I AM. (아이엠), regia di Choi Jin-seong (2012)
- SMTown: The Stage, regia di Bae Sung-sang (2015)

### Speciali
- Kiss Note (산다라와 샤이니의 에뛰드 키스노트) - serie TV (2012)
- Sweet Recipe (스윗레시피) - serie TV (2013)
- The Miracle (기적) - serie TV (2013)

### Programmi televisivi
- Music Station (ミュージックステーション) - programma televisivo (2008)
- Champagne (샴페인) - programma televisivo (2008)
- Shinee's Yunhanam (샤이니의 연하남) - programma televisivo (2008)
- Factory Girl (소녀시대의 팩토리 걸) - programma televisivo, episodio 3 (2008)
- Idol Show 3 (아이돌 군단의 떴다! 그녀 시즌 3) - programma televisivo, episodi 14-15 (2009)
- Now Is The Era of Flower Boys (지금은 꽃미남 시대) - programma televisivo, episodi 9-16 (2009)
- Girls' Generation's Hello Baby (소녀시대의 헬로 베이비) - programma televisivo, episodio 5 (2009)
- You Hee-Yeol's Sketchbook (유희열의 스케치북) - programma televisivo, episodi 27, 179, 258, 364 (2009, 2013, 2015, 2017)
- SHINee Hello Baby (샤이니의 헬로 베이비) - programma televisivo (2010)
- Star King (스타킹) - programma televisivo, episodi 150, 172, 183 (2010)
- Let's Go! Dream Team Season 2 (출발 드림팀 - 시즌 2) - programma televisivo, episodi 18-19 (2010)
- Infinite Challenge (무한도전) - programma televisivo, episodio 210 (2010)
- Idol Star Athletics Championships (아이돌 스타 육상 선수권대회) - programma televisivo (2010)
- We Got Married 2 (우리 결혼했어요) - reality show, episodio 68 (2010)
- Oh! My School (오! 마이 스쿨) - programma televisivo, episodio 1 (2010)
- Immortal Songs: Singing the Legend (불후의 명곡 - 전설을 노래하다) - programma televisivo, episodi 1-3 (2011)
- K-pop Star - Season 1 (K팝스타 - 시즌 1) - programma televisivo, episodi 1-2 (2011)
- Operastar 2012 (오페라스타 2012) - programma televisivo, episodio 2 (2012)
- Hello Counselor (안녕하세요 시즌1) - programma televisivo, episodi 72, 113, 147, 164, 208, 225 (2012, 2013, 2014, 2015)
- Taxi (현장 토크쇼 택시) - programma televisivo, episodio 236 (2012)
- Weekly Idol (주간 아이돌) - programma televisivo, episodi 41-42 (2012)
- Strong Heart (강심장) - programma televisivo, episodi 153-154 (2012)
- World Date with SHINee (SHINee와 세계 날짜) - programma televisivo (2013)
- SHINee's One Fine Day (어느 멋진 날 시즌 1) - programma televisivo (2013)
- M Countdown (엠 카운트다운) - programma televisivo, episodi 324-326, 355, 416-417, 427-431, 433, 438-439, 446, 453, 456, 462 (2013, 2015, 2016)
- K-pop Star - Season 2 (K팝스타 - 시즌 2) - programma televisivo, episodi 16, 20 (2013)
- Gag Concert (개그콘서트) - programma televisivo, episodio 689 (2013)
- A Song For You 1 - programma televisivo, episodio 9 (2013)
- After School Club - programma televisivo, episodi 29 (2013)
- Hidden Singer 2 (히든싱어 2) - programma televisivo, episodio 6 (2013)
- Barefooted Friends (맨발의 친구들) - programma televisivo, episodio 31 (2013)
- We Got Married Global Edition 2 (글로벌편 우리 결혼했어요 2) - programma televisivo, episodio 7 (2014)
- The Ultimate Group (最强天团) - programma televisivo, episodio 6 (2014)
- The Return of Superman (슈퍼맨이 돌아왔다) - programma televisivo, episodio 47 (2014)
- Show! Eum-ak jungsim (쇼! 음악중심) - programma televisivo, episodi 439-440, 442-444, 459-460, 468, 472 (2015)
- Music Bank (뮤직뱅크) - programma televisivo, episodi 788, 790, 792 (2015)
- 4 Things Show 2 (4가지쇼 시즌2) - programma televisivo, episodi 1, 8 (2015)
- Game of Thrones: Superman Returns vs. 1 Night 2 Days (왕좌의 게임: 슈퍼맨 vs 1박 2일) - programma televisivo (2015)
- Hyoyeon's One Million Like (효연의 백만 라이크) - programma televisivo, episodio 9 (2015)
- Two Yoo Project Sugar Man (투유 프로젝트 - 슈가맨) - programma televisivo, episodio 5 (2015)
- 2015 SBS Gayo Daejeon (2015 SBS 가요대전) - programma televisivo (2015)
- 2015 MBC Music Festival: Encyclopedia of Music (2015 MBC 가요대제전: 가요대백과) - programma televisivo (2015)
- Two Man Show (양남자쇼) - programma televisivo, episodio 3 (2016)
- Knowing Bros (아는 형님) - programma televisivo, episodi 29, 50 (2016)
- Bijeongsanghoedam (비정상회담) - programma televisivo, episodio 88 (2016)
- Happy Together (해피투게더) - programma televisivo, episodio 470 (2016)
- Taemin D-cumentary (디큐멘터리 : 태민) - programma televisivo, episodio 1 (2017)

## Riconoscimenti
- MBC Entertainment Awards
  - 2015 – Premio all'eccellenza (categoria radio) per Blue Night[58]
- Golden Disk Awards
  - 2016 – Disco Bonsang per Base[59]
- Mnet Asian Music Awards
  - 2016 – Candidatura a Miglior artista maschile[60]
- Golden Disk Awards
  - 2019 – Premio Bonsang per Poet Artist[5]

## Tournée
- 2015 – The Story by Jonghyun[61]
- 2016 – Jonghyun – X – Inspiration[62]
- 2017 – The Agit[63]
- 2017 – Inspired[27]